# Shinjuku Incident
Shinjuku Incident (Brasil: Massacre no Bairro Chinês / Portugal: Acidente em Shinjuku) é um filme honconguês, do gênero drama, dirigido por Derek Yee e estrelado por Jackie Chan, sendo lançado em 2009.
Muitos comentário na imprensa descrevem o gênero do filme mais como um drama, o diretor do fime, Derek Yee, em uma entrevista citou: "As pessoas estão muito familiarizadas com as imagens Jackie Chan lutando, é hora de ele atuar em dramas." Em uma entrevista posterior, o próprio Chan descreveu o filme como dramático com "talvez um por cento de ação."

## Sinopse
Com a ajuda de seu "irmão" Jie (Daniel Wu), o mecânico apelidado de Steelhead (Jackie Chan) entra no Japão a partir da China à procura de sua noiva, Xiu Xiu (Xu Jinglei).
Uma noite, enquanto trabalhava em um restaurante com Jie, Steelhead encontra Xiu Xiu com Eguchi (Masaya Kato), o líder local da Yakuza. Entristecido ao ver sua noiva com outro homem, ele passa a noite com Jie bebendo e festejando com prostitutas. Uma vez sóbrio, Steelhead decide tornar-se um cidadão legal do Japão por todos os meios possíveis.

## Elenco
- Jackie Chan como Steelhead/ Nick
- Naoto Takenaka como Inspetor Kitano
- Daniel Wu como Jie
- Chin Kar-Lok como Hongkie/ Garoto de Hong Kong
- Xu Jinglei como Xiu Xiu
- Fan Bingbing como Lily
- Masaya Kato como Eguchi
- Jack Kao como Gao Jie/ Membro da Gang de Taiwan
- Yasuaki Kuata como Tago Watagawa
- Lam Sebo como Velho Santo
- Ken Lo como Pequena Tai
- Kenya Sawada como Hiro Nakajima
- Paul Chun como Tio Tak
- kathy Yuen Ka Yi como Shizuko
- Teddy Lin como Tai Bao/ Teddy Lin Chun
- Hayama Go Togawa Kyohei/ Hiro Hayama
- Randy Muscles como Gaijin
- Gladys Fung como Gladys Fung Ho Sze
- Ka Leong Chan como Ringo Chan Ka Leong

## Desenvolvimento
O diretor Derek Yee tinha planejado o filme cerca de 10 anos antes. Suas gravações eram para começar em maio de 2006, mas Jackie Chan estava ocupado gravando Rush Hour 3 e Shinjuku Incident teve que ser adiado. O diretor Derek Yee disse que não se importaria em esperar se a agenda de Jackie Chan estivesse lotada, e como os dois sempre foram bons amigos, sentia que Jackie Chan iria aceitar o papel de Steelhead. Em 26 de Setembro de 2007, o site de Jackie Chan divulgou que as filmagens começariam em "algumas semanas", no Japão. As filmagens começaram em novembro de 2007.
No entanto, devido a quantidades significativas de violência no filme, diretor Yee tomou a decisão de não lançar o filme na China continental.

## Ligações Externas
- Shinjuku Incident. no IMDb.